# Avenida Eduardo Mondlane (Maputo)

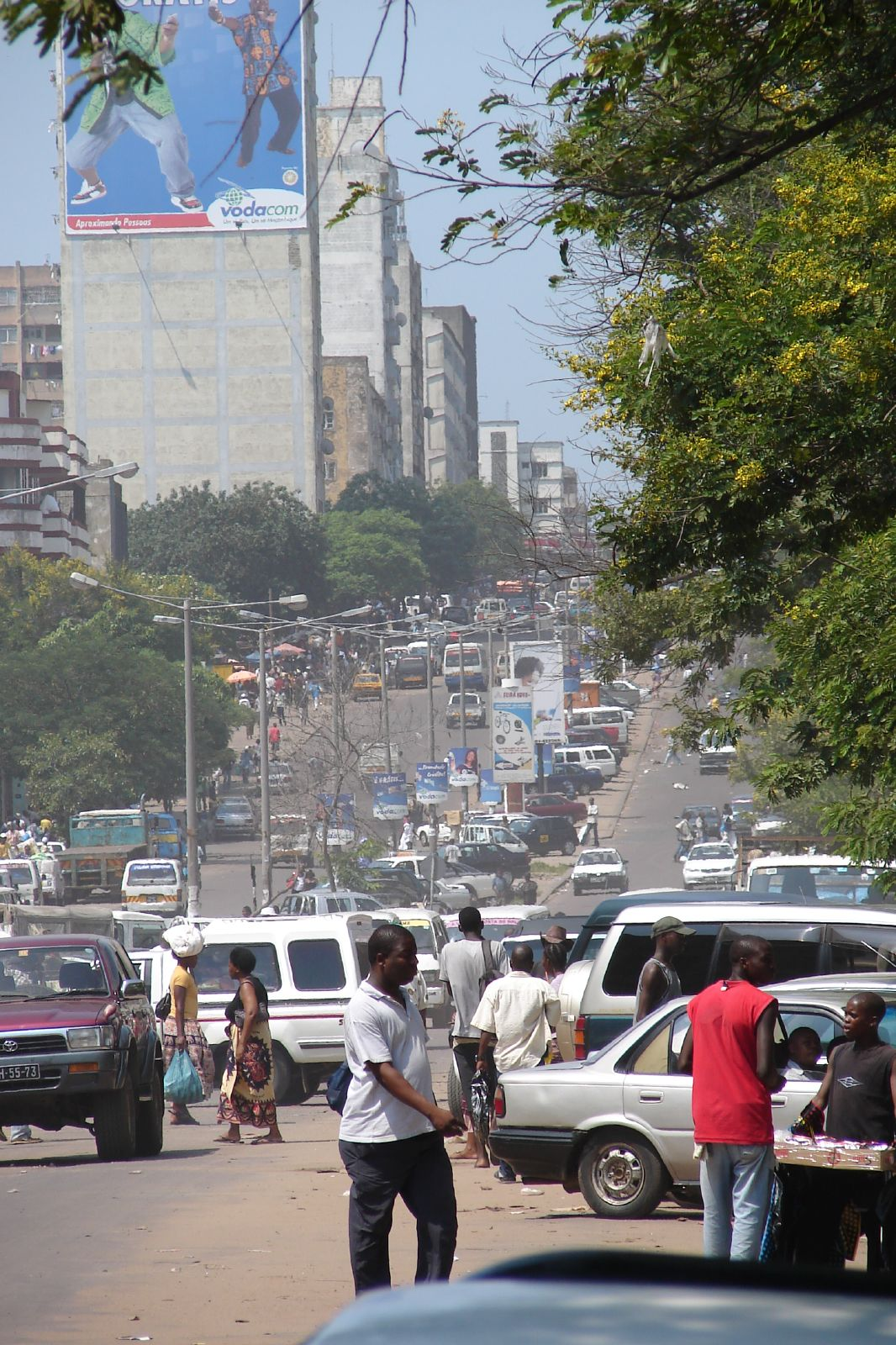
Blick auf die Avenida Eduardo Mondlane (2006)

Die Avenida Eduardo Mondlane ist eine etwa 3,5 Kilometer lange, vier- bis sechsspurige Straße in der mosambikanischen Hauptstadt Maputo. Sie durchquert die komplette Innenstadt Maputos und verbindet dabei die Stadtviertel Polana, Central und Alto Maé. Sie ist nach dem ersten Vorsitzenden der Unabhängigkeitsbewegung FRELIMO, Eduardo Mondlane, benannt. Sie ist eine Ein- und Ausfallstraße der Maputoer Innenstadt.

## Geographie
Die Avenida Eduardo Mondlane beginnt an der Kreuzung mit der Nord-Süd-Achse Avenida Julius Nyerere, im südöstlichen Teil der Stadt, im Stadtteil Polana. Von dort aus führt sie in einer geraden Linie in Richtung Nordwesten. Dabei quert die Straße mehrere andere große und wichtige Achsen: Avenida Salvador Allende, Avenida Amílcar Cabral, Avenida Vladimir Lenine, Avenida Karl Marx und Avenida Guerra Popular. Die Straße mündet an der Grenze zum 2. Stadtbezirk Nhlamankulu am als Kreisverkehr angelegten und bebauten Rondell Avenida da Zâmbia / Rua João Albasini, der zum innerstädtischen (Halb-)Ringstraße Avenida da Tansânia / Avenida Marien Nghouabi / Avenida Mao Tsé Tung bzw. zur Avenida de Trabalho (Stadtteil Malanga) führt.

## Verwaltungsrechtliche Einordnung
Wie jede Straße in der mosambikanischen Hauptstadt trägt auch diese eine Verwaltungsnummer. Die Avenida Eduardo Mondlane führt lediglich durch den ersten Stadtbezirk KaMpfumo und trägt deshalb nur die Verwaltungsnummer „Avenida 1.106“. Eine Einordnung ins nationale Straßennetz des Landes gibt es nicht.

## Geschichte

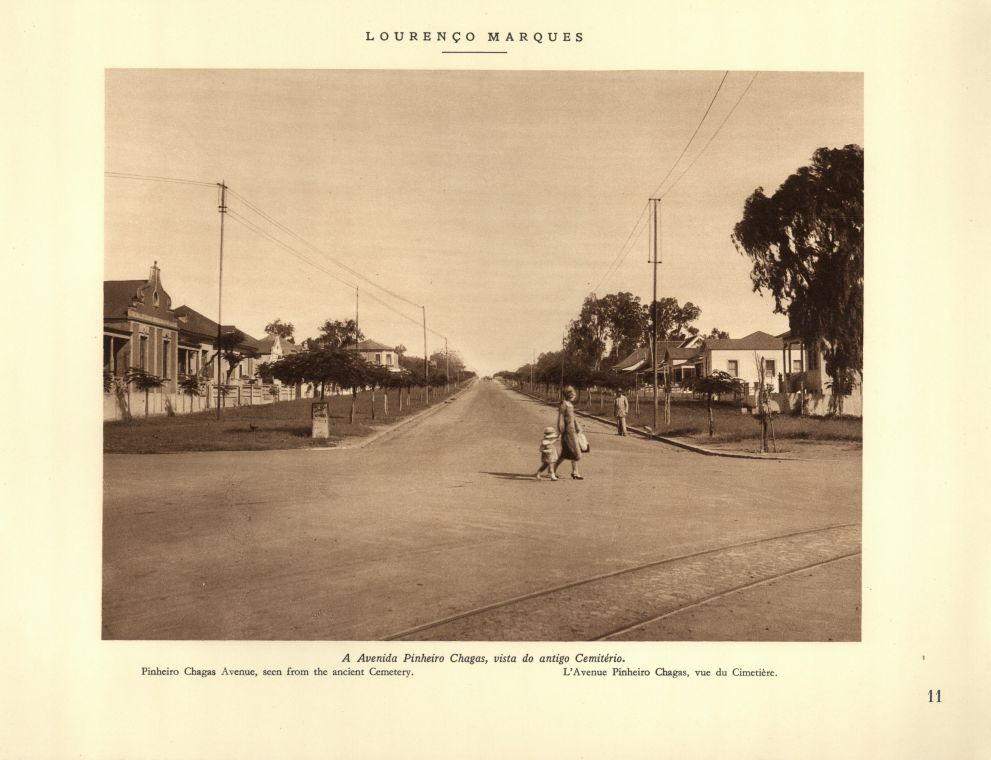
Blick auf die Straße (damals Avenida Pinheiro Chagas) vom Friedhof in Richtung Osten (1920er Jahre).

Die Straße gehört zu den Grundachsen der Stadt und entstand im Zuge des Urbanisierungsplans Joaquim José Machados im Jahre 1887 unter dem Namen Avenida Pinheiro Chagas sowie der Parallelstraße Avenida 24 de Julho. Mit der zunehmenden Urbanisierung der Stadt in Richtung Westen (Ausgründung des Hafens in Richtung Matola) und Osten (Gründung der Stadtteile Polana und Sommerschield), wuchs die Bedeutung der Straße. Die Straße war zu Anfang nach dem portugiesischen Gelehrten und Schriftsteller Manuel Joaquim Pinheiro Chagas benannt.
Im Zuge der Unabhängigkeit Mosambiks verloren zahlreiche Straßen in der Stadt ihren ursprünglichen Namen, so auch diese Straße. Seit 1975 trägt sie den Namen Eduardo Mondlanes, dem ersten Vorsitzenden der mosambikanischen Unabhängigkeitsbewegung, der 1969 ermordet worden war.
Mit dem Wirtschaftsaufschwung nach Beendigung des Bürgerkrieges 1992 gewann die Straße durch mehr Verkehr auch an Bedeutung. Inzwischen häufen sich insbesondere zu Stoßzeiten die Staus auf der Straße. Doch deutlicher ist jedoch die zunehmende Kommerzialisierung der Straße. Inzwischen gilt sie als die größte (und längste) Einkaufsstraße der Stadt. Insbesondere am westlichen Ende gibt es zahlreiche informelle Verkaufsstände am Straßenrand.
Um den Verkehr spürbar zu entlasten, plant die Stadtverwaltung von Maputo zwischen dem Busbahnhof am Naturkundemuseum über die Avenida Eduardo Mondlane in den Norden der Stadt ein Busschnellsystem („Bus Rapid Transit“) zu errichten; dies schließt unter anderem baulich abgetrennte Busspuren sowie eigene, überdachte Bushaltestellen mit ein. Auf der Avenida Eduardo Mondlane beträfe das den Abschnitt zwischen Avenida Guerra Popular und Avenida Tomás Nduda/Avenida Mártires do Machava.

## Wichtige Gebäude

### Polana

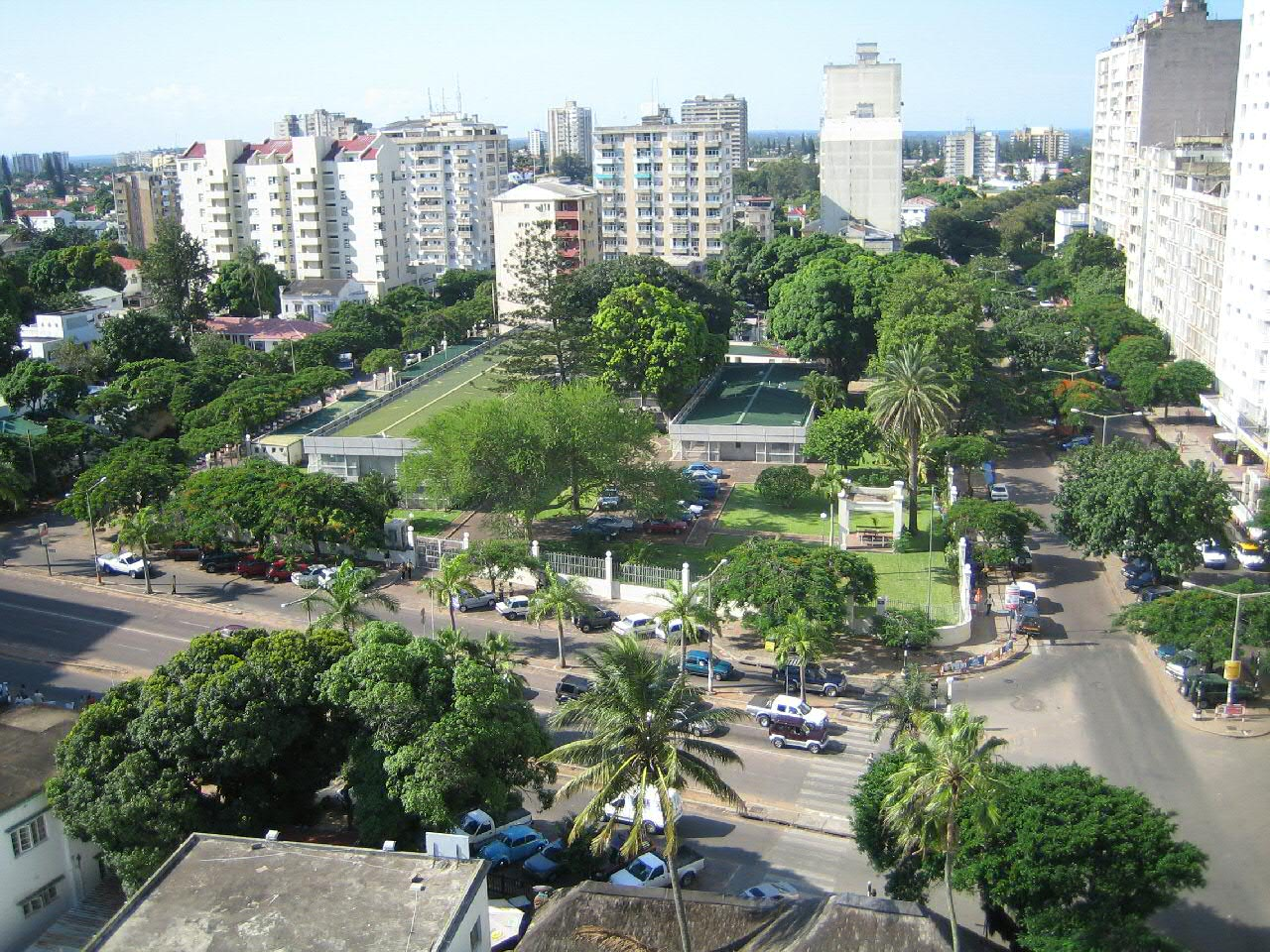
Beginn der Straße: Blick auf die Hohe Kommission von Südafrika

Am östlichen Anfang der Avenida Eduardo Mondlane, im Stadtteil Polana, befinden sich zahlreiche Büro- und Geschäftshäuser sowie Botschaften und Hohe Kommissionen. Direkt an der Kreuzung zur Avenida Julius Nyerere befinden sich die Mosambik für außenpolitisch relevanten Botschaft Portugals und die Hohe Kommission von Südafrika. Im Umfeld dieser haben sich verschiedene Ministerien und ausländische Organisationen in den Nebenstraßen angesiedelt.

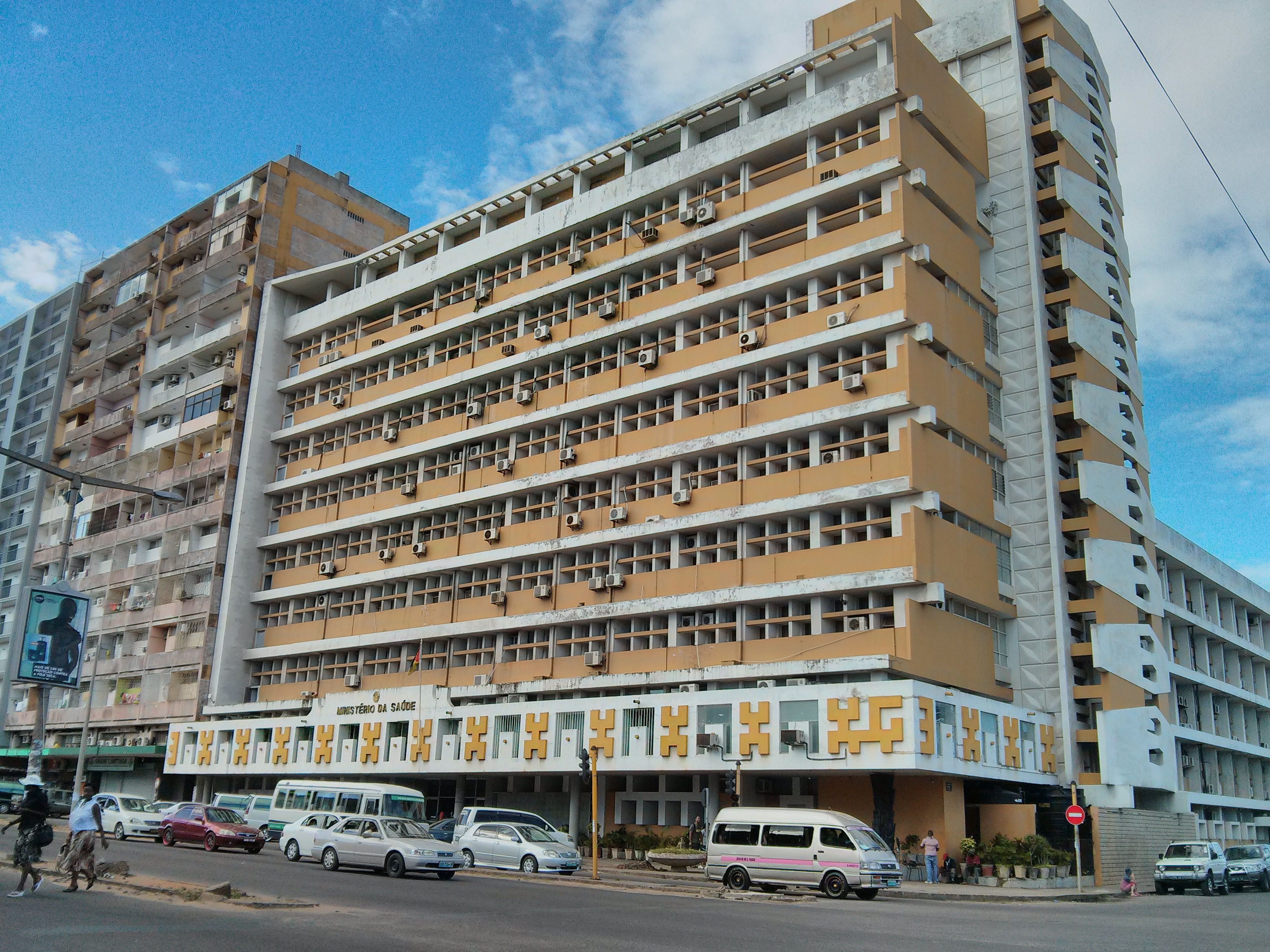
An der Kreuzung mit der Avenida Salvador Allende befindet sich das Gesundheitsministerium

Zwischen der Kreuzung mit der Avenida Tomás Nduda und der Avenida Salvador Allende befindet sich das 16 Hektar große Areal des Zentralkrankenhauses (Hospital Central de MaputoI) der Stadt, wo sich unter anderem auch die Medizinische Fakultät der Universidade Eduardo Mondlane befindet. Bereits seit Anfang des 20. Jahrhunderts befanden sich dort ärztliche Einrichtungen. Seit den 1930er Jahren, nach verschiedenen Architekturwettbewerben, errichtete die Kolonialverwaltung das Krankenhaus unter dem Namen Hospital Miguel Bombarda (benannt nach Miguel Bombarda), entworfen von António Rosas. In den 1960er Jahren erhielt das Gebäude verschiedene Satellitengebäude, entworfen von Francisco de Assis und Luiz de Vasconcelos. Zum Krankenhaus gehörte ursprünglich auch eine kleine Villa, die als Aufenthaltsraum und kleine Kantine für Ärztinnen und Ärzte gedacht war. Dieses Gebäude beherbergt seit Mitte der 2000er Jahre ein Luxusrestaurant mit einem angeschlossenen Nachtclub. Es trägt den Namen des Ursprungsjahres des Gebäudes („Restaurante 1908“).
Zum Gesundheitskomplex gehört das ebenfalls an der Kreuzung Avenida Eduardo Mondlane/Avenida Salvador Allende gelegene Gesundheitsministerium (Ministério da Saúde), das durch seine moderne Fassade der 1970er Jahre auffällt. Francisco de Assis entwarf das 1971 eingeweihte Gebäude, das bereits zur Kolonialzeit die Gesundheitsverwaltung beherbergte.

### Central
Im weiteren Verlauf der Straße in Richtung Westen prägen vor allem große Wohnhäuser der 1950er bis 1970er Jahre mit vielen Ladengeschäften die sechsspurige Straße. An der Kreuzung mit der Avenida Amílcar Cabral befindet sich der Sitz des staatlichen Energieversorgers Electricidade de Moçambique (EDM).
Des Weiteren befinden sich in dem Abschnitt die besonders markante Moschee Masjid Taqwa (siehe auch Taqwā).  Dort befindet sich unter anderem auch das Sozialzentrum des Erstliga-Fußballclubs Liga Muçulmana sowie ein Fußballplatz.
An der Kreuzung zur Avenida Karl Marx befindet sich einer der ältesten Friedhöfe Maputos, der Cemitério de São Francisco Xavier, auch bekannt unter dem Namen „Cemitério da Ronil“. Errichtet um 1886 außerhalb der Stadt, wuchs diese nach und nach um den Friedhof herum. Unter anderem sind dort sowohl Menschen christlichen, wie anfangs auch jüdischen und muslimischen Glaubens beerdigt worden. Seit 1957 waren keine Bestattungen mehr auf dem Friedhof erlaubt, dennoch wurden dort noch bis 1974 Bestattungen durchgeführt. Aufgrund geringer Pflege und Wartung, dient der Ort als Herberge für Menschen ohne Obdach. 2013 brannte ein Großteil des Friedhofs nieder.

### Alto-Maé

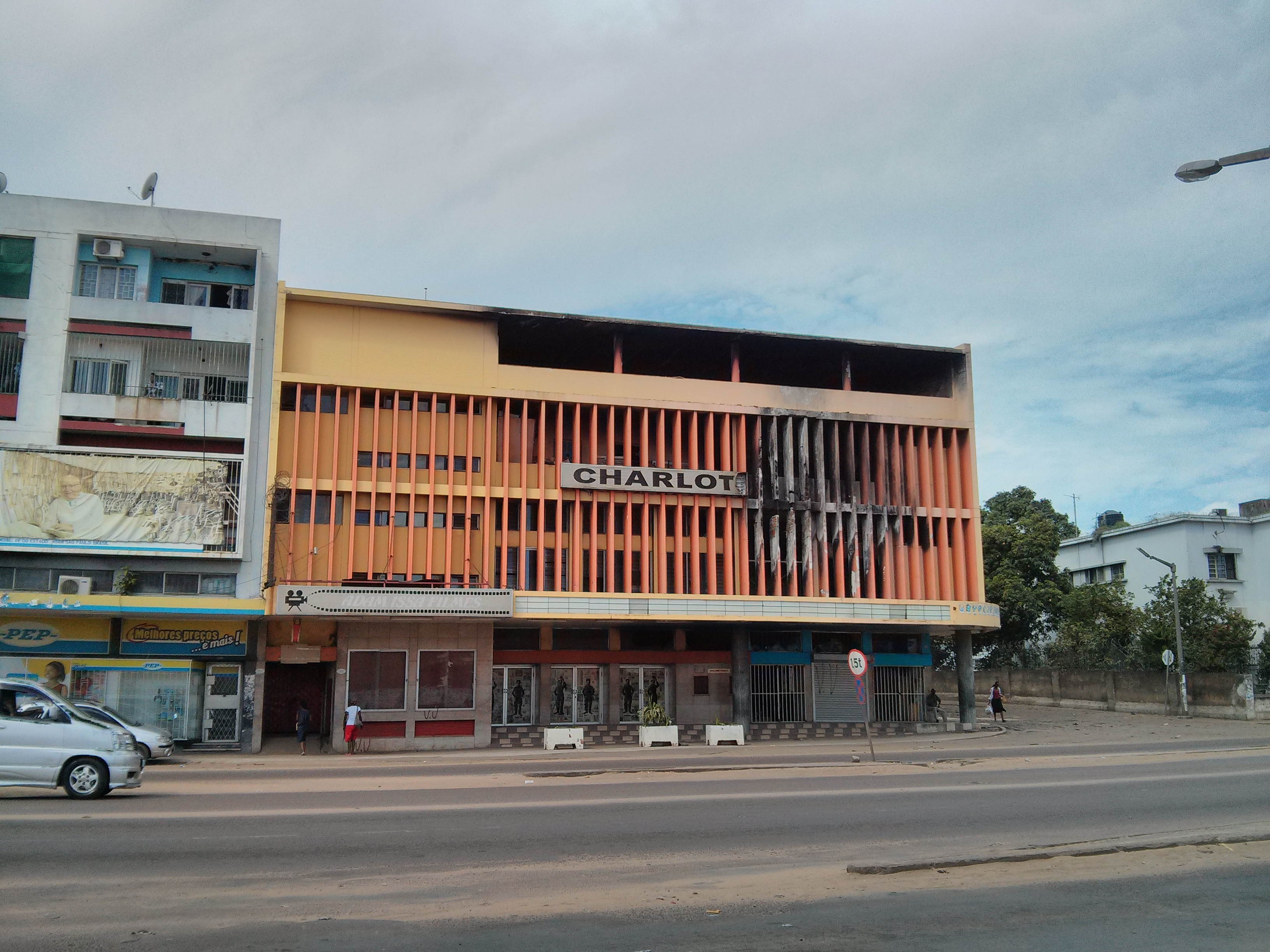
Seit einem Brand im September 2013 steht das Cinema Charlot leer.

Im letzten Stück im Stadtteil Alto-Maé dominieren ebenfalls Wohnhäuser mit ebenerdigen Geschäften sowie besonders informeller Handel die Straße. Der Straßenmarkt der Avenida da Guerra Popular zieht sich bis zur Kreuzung. 
An der Kreuzung zur Rua Rainha Dona Leonor befindet sich das 1963 errichtete, von Marco Miranda Guedes entworfene Kino Cinema Charlot. Neben dem Cine África und dem Teatro Gil Vicente gehörte es zu den bekanntesten Kinotheatern der Stadt. Seit einem Brand im September 2013 wird das Kino nicht mehr benutzt.

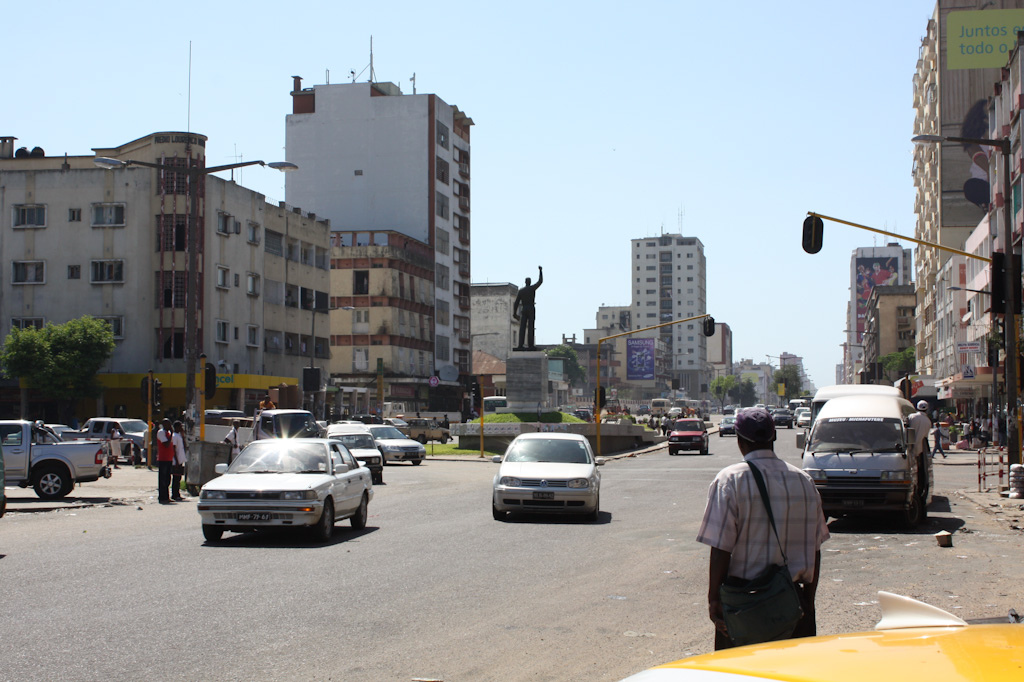
Am westlichen Ende der Straße befindet sich eine Statue des Namensgebers, Eduardo Mondlane.

An der Kreuzung zur Avenida da Zâmbia befindet sich eine Statue des ersten Vorsitzenden der mosambikanischen Unabhängigkeitsbewegung (FRELIMO), Eduardo Mondlane. Viele Demonstrationen und Protesten beginnen an der Statue, um im weiteren Verlauf in das direkte Stadtzentrum zu laufen. Der Begriff „a estátua“ (Deutsch „die Statue“ für die Statue Mondlanes) hat sich zu einem pars pro toto für die Gegend des westlichen Endes der Avenida Eduardo Mondlane entwickelt.
Am Ende der Straße befindet sich an der Kreuzung mit der Avenida da Tanzânia/Rua João Albasini/Avenida do Trabalho ein großer Verkehrsknotenpunkt mit zahlreichen Haltestellen öffentlicher Buslinien, halb-öffentlichen Kleinbussen und Txopelas (Autorikschas).